# 克爾山 (奧特勒阿爾卑斯山脈)
46°26′59″N 10°40′59″E / 46.44972°N 10.68306°E

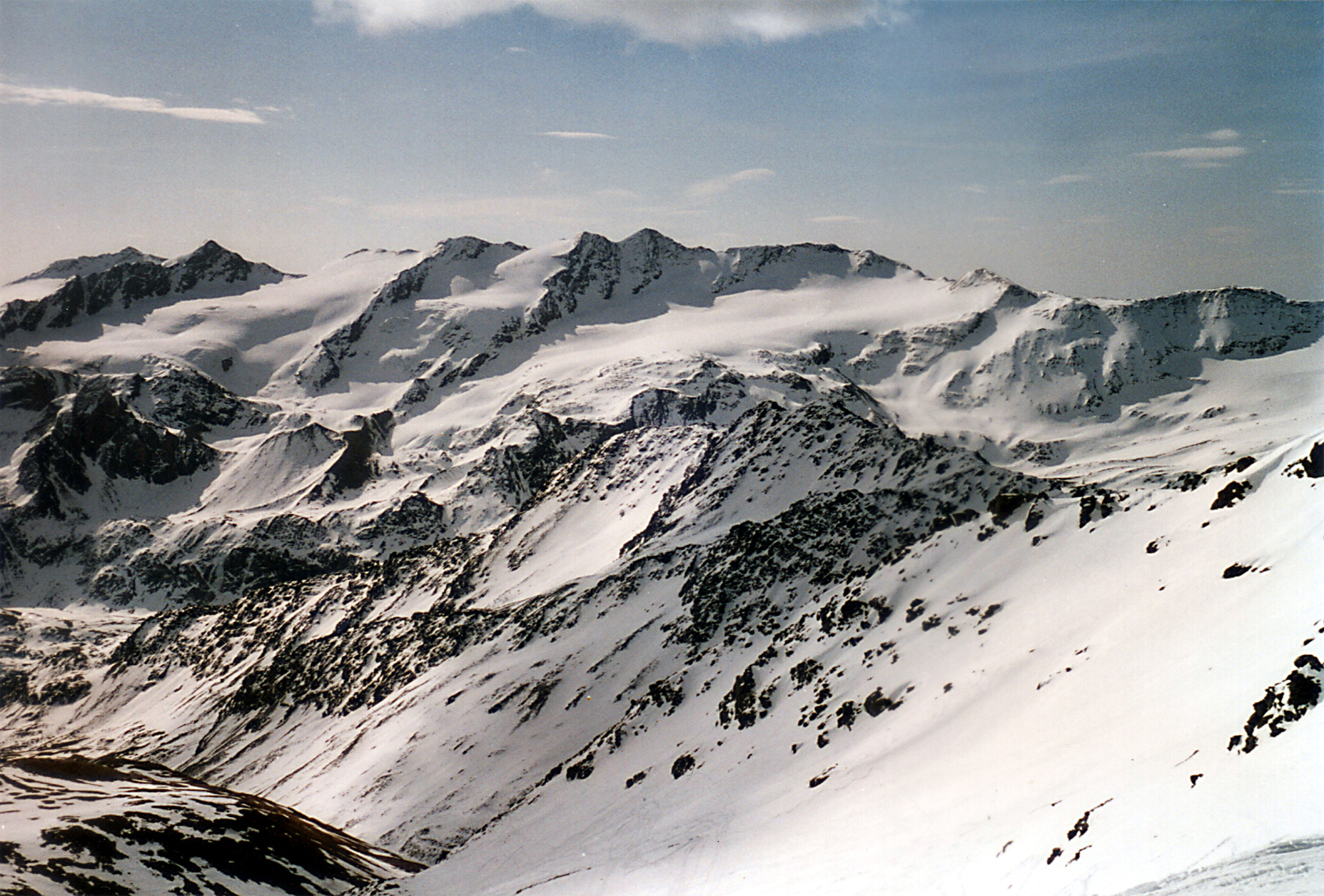

克爾山（德語：Köllkuppe），是意大利的山峰，位於該國北部，處於博爾扎諾-南蒂羅爾自治省和特倫托自治省接壤的邊界，屬於奥特莱斯山的一部分，海拔高度3,330米，人類在1867年9月24日首次登頂。